# Chicha morada
La chicha morada es una bebida originaria de Perú, pero cuyo consumo actualmente se encuentra extendido a nivel internacional en países con inmigración peruana como Chile o Bolivia.
El insumo principal de la bebida es el maíz, choclo, culli o ckolli morado, que es una variedad de maíz que se cultiva ampliamente en la cordillera de los Andes. Esta bebida es diferente a la chicha de jora, originaria de Perú, y el api morado, originario de Bolivia. La chicha morada ya era usada hace más de 3000 años en ceremonias y celebraciones religiosas y su uso se extendió entre varias culturas preincaicas.
Su historia y consumo ya era extendida en la época prehispánica, con antelación a la instauración del Imperio Inca (en la actualidad incluye los países de Bolivia, Perú, Chile, Ecuador y Colombia). La preparación actual ha sido recogida en distintas obras del siglo XIX como las de Juan de Arona, y Carlos Prince. Las referencias más antiguas sobre su preparación tal cual la conocemos actualmente provienen de los escritos producidos a mediados de la década de 1870 por el francés Camille Pradier-Fodéré.

## Preparación

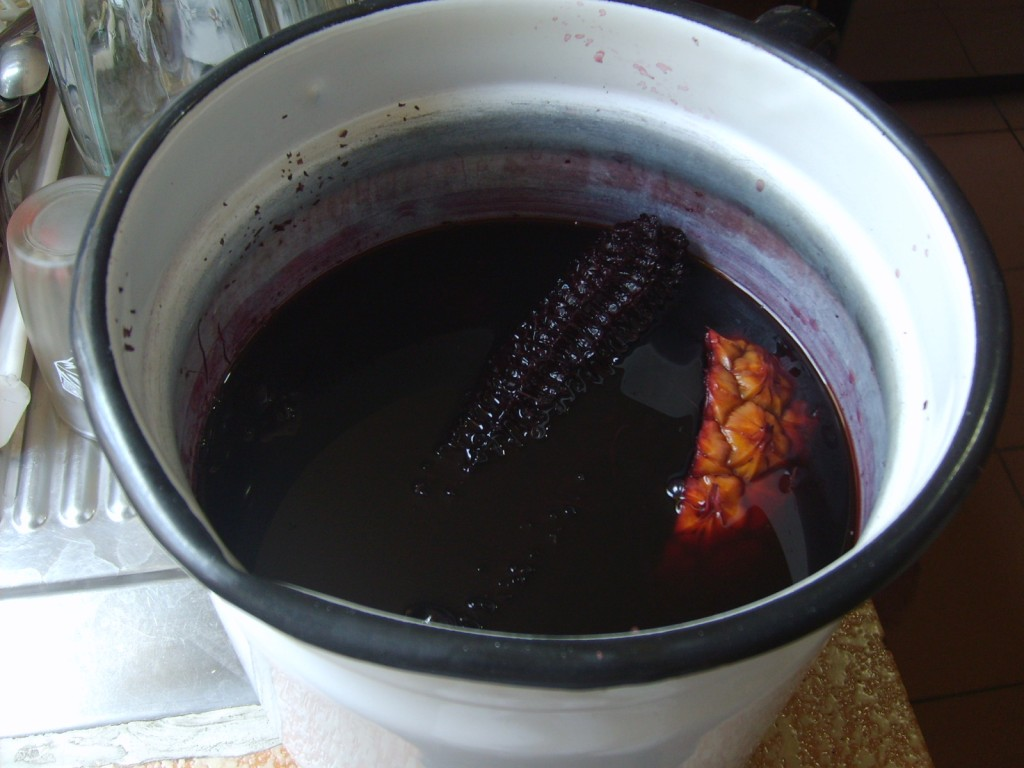
Maíz morado siendo hervido con un poco de piña para obtener chicha morada.

En la actualidad se consume la chicha morada en tres formas: Una preparación tradicional hecha en casa, un producto prefabricado o un producto fabricado.
La preparación tradicional hecha en casa consiste en hervir el maíz morado en agua junto a la cáscara de la piña y trozos de membrillo, adicionándole una pizca de canela y clavo de olor. Una vez hervida la preparación, se cuela y deja enfriar para agregarle azúcar (o chancaca), fruta picada y limón.
El producto prefabricado se expende bajo dos formas:
- - En sobres con un contenido en polvo fabricado sobre la base de azúcar, acidificantes y saborizantes artificiales a los que solo hay que adicionar agua; aunque su consumo es masivo por las ventajas de bajo costo y sabor dulce, no logran el sabor característico de una chicha preparada de forma tradicional, ni contienen los antioxidantes derivados del maíz morado.
  - En forma de concentrado de chicha morada en bolsa (jarabe). Esta versión contiene todo el extracto de las frutas, no pierde ni el sabor ni el aroma, sólo habría que añadirle el agua y el zumo de limón.

El producto fabricado consiste en chicha morada elaborada en forma industrializada a gran escala que se vende en latas pequeñas o botellas de tamaño personal o familiar, al estilo de las bebidas gaseosas.
Agregándole un aglutinante como chuño o fécula de maíz a la preparación tradicional, se consigue una mazamorra que los peruanos denominan «mazamorra morada», a la que se agrega frutas secas o frescas como guindones y pasas. Su consumo está muy difundido en el Perú en las celebraciones, sobre todo infantiles, juntamente con la chicha morada.

## Propiedades
Por su alto contenido de antocianinas (Cianin-3-glucosa o C3G, su principal colorante) y compuestos fenólicos, tiene propiedades funcionales y bioactivas; así como una alta capacidad antioxidante. Por ejemplo, la Escuela de Medicina de la Universidad de Nagoya (Japón) ha demostrado que el pigmento del maíz morado impide el desarrollo del cáncer de colon. Además, baja la presión sanguínea y el colesterol, promueve la buena circulación sanguínea, protege los vasos sanguíneos del daño oxidante, mejora la microcirculación, es antiinflamatorio, fomenta la regeneración del tejido conectivo y promueve la formación de colágeno.

## Impacto sociocultural

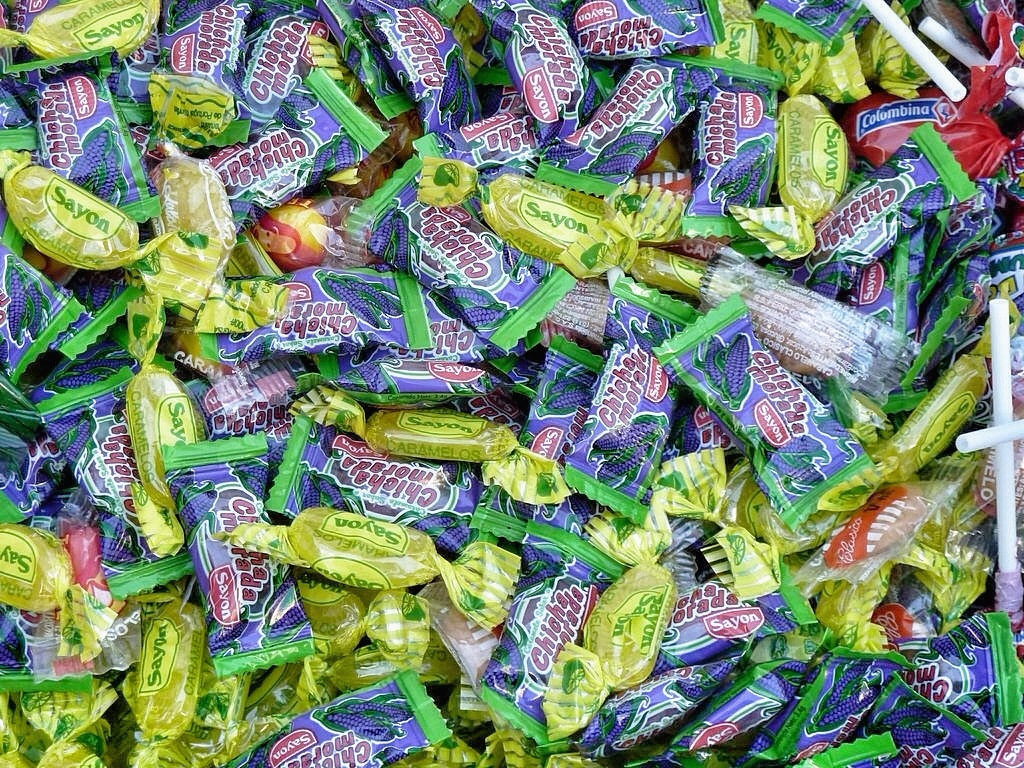
Caramelos de chicha morada y de limón.

Las cifras de consumo de la chicha morada en el Perú han alcanzado incluso al de la Coca-Cola, su venta es casi obligatoria en los restaurantes, autoservicios y otros.
- La cadena peruana de cines «Cineplanet» puso a disposición de sus consumidores chicha morada.[cita requerida]
- Import y Export Doña Isabel con sus marcas Inca´s Food y Doña Isabel lidera el mercado de exportaciones de chicha morada embotellada a Norteamérica, Centroamérica, Europa, Australia y Japón con un 23% de las ventas totales.
- En el año 2007, la empresa Alicorp, con su marca Negrita, lanzó chicha morada embotellada, lista para su consumo.[7]
- La exportación de maíz morado durante el año 2008 alcanzó un gran crecimiento, siendo los principales destinos países con afluencia de un importante número de inmigrantes peruanos.[8]
- Es una bebida muy representativa de la gastronomía peruana, por ser refrescante y versátil para el maridaje. Combina en cualquier ocasión de consumo, ya sea de manera individual como grupal y es consumida por jóvenes y adultos. En octubre, el 'mes morado' peruano (conocido así por ser el mes en el que se realiza la procesión del Señor de los Milagros en Lima y los feligreses usan hábitos de color morado), la chicha morada se combina mucho con los famosos anticuchos, picarones, turrón de Doña Pepa, entre otros platos representativos de la gastronomía peruana.